# Sinfonia n.° 2 (Beethoven)

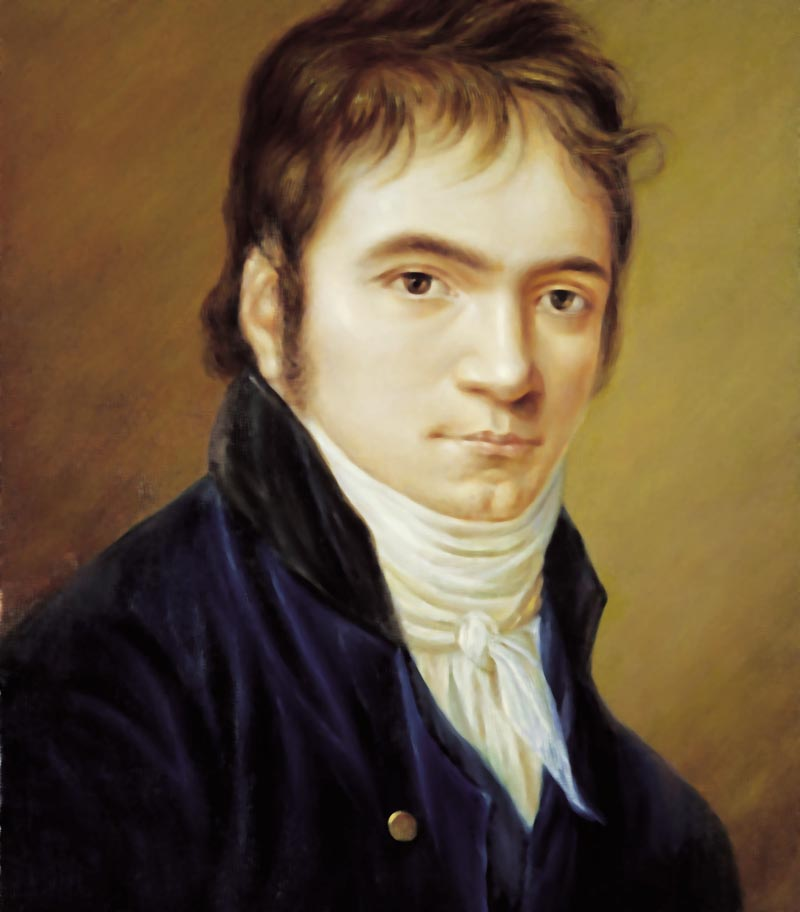
Retrato de Beethoven em 1803.

A Sinfonia n.° 2, em Ré Maior, Op. 36 é a segunda sinfonia composta por Ludwig van Beethoven. Foi escrita entre os anos de 1801 e 1802, com dedicatória ao príncipe Karl Lichnowsky.

## História
A maior parte da obra foi escrita durante a estada de Beethoven em Heiligenstadt, onde estava sob indicação médica. Neste período, o compositor começava a experimentar os primeiros sinais de surdez, a qual julgava ser incurável, o que o levou a momentos de grande depressão. 
Várias piadas musicais de Beethoven se fazem presentes na obra, como a substituição do tradicional Menuetto pelo Scherzo, no terceiro movimento. Tais inovações chocaram muitos críticos. A estreia deu-se em 5 de abril de 1803, no Theater an der Wien, em Viena, sob regência do próprio compositor. Juntamente foram estreados o Concerto para piano n.° 3 e o oratório Cristo no Monte das Oliveiras. 
Um famoso crítico vienense escreveu para o Zeitung fuer die elegante Welt ("Jornal para o Mundo Elegante") que a sinfonia era como "um dragão ferido contorcendo-se horrivelmente, que recusa-se a morrer, mas que contorce-se até suas últimas angústias, e no quarto movimento, sangra até a morte".

## Orquestração
A sinfonia foi originalmente orquestrada para 2 flautas, 2 oboés, 2 clarinetes em lá, 2 fagotes, 2 trompas em ré e mi, 2 trompetes em ré, tímpanos e cordas.

## Movimentos
Os movimentos são quatro, de acordo com a estrutura padrão:
1. Adagio molto-Allegro con brio
2. Larghetto
3. Scherzo: Allegro
4. Allegro molto

O primeiro está na forma sonata e possui uma estrutura semelhante ao da primeira sinfonia. O segundo, escrito em lá maior, é um dos movimentos sinfônicos lentos mais longos de Beethoven. Possui claras evidências de influência da música folclórica, mais tarde usada por Beethoven em sua Sinfonia n.° 6 ("Pastoral"). O terceiro é um Scherzo com um quarteto alegre entre os oboés e os fagotes. A sinfonia conclui com um movimento rápido e enérgico.